# Луцій Меммій (народний трибун)
Луцій Меммій (лат. Lucius Memmius; помер після 90 року до н. е.) — римський політичний діяч, народний трибун 90 або 89 року до н. е., один із союзників Марка Лівія Друза. Після загибелі останнього був притягнутий до суду згідно Lex Varia. Онуком Луція був Гай Скрибоній Куріон-молодший.
Антикознавці ототожнюють Луція Меммія з монетарем того ж імені, який карбував денарії у 110 році до н. е. або в 90-ті — 80-ті роки до н. е.

## Життєпис
З ім'ям Луція Меммія дослідники пов'язують два монетних карбування, відокремлені один від одного кількома роками. В одному випадку це денарії з написами L. Memmi Gal.  і L. Memmi, з зображеннями голови Сатурна і Венери; ці монети датують 92-89 або (ще точніше) 91 роками до н. е. Денарії другої серії прикрашені такими ж зображеннями та написом Ex s(enatus) c(onsulto) — L. C. Memies L. f. Gal. Теодор Моммзен припустив, що ці монети були викарбувані в 82 році до н. е. в Іспанії, проте пізніше з'явилася гіпотеза, в якій згадуються 87 рік до н. е. та Італія. З написів виходить, що батько Луція носив той же преномен. На думку Фрідріха Мюнцера, це був оратор, згаданий у трактаті Цицерона «Брут», брат Гая Меммія. Скорочення Gal — це імовірно не когномен, а назва триби Galeria, доданий, щоб уникнути плутанини: приблизно в ту епоху існував і інший монетар Луцій Меммій, син Луція, який належав до іншої триби.
Канадський антикознавець Грегорі Самнер припустив, що цей Луцій Меммій — одна особа з оратором, а не його син. На думку Самнера, Луцій народився в проміжку між 145 і 135 роками до н. е., а монетарем був близько 110 р. до н. е.
Нобіль, на ім'я Луцій Меммій був серед друзів і однодумців Марка Лівія Друза — народного трибуна 91 року до н. е., який спробував провести серію реформ. Імовірно йдеться саме про Луція з триби Галерія. Друз зазнав поразки та був убитий, але Меммій, проте був обраний народним трибуном — на 90 або 89 рік до н. е. Відмова від реформ стала причиною повстання італіків проти Риму. Тоді вороги Друза провели руками ще одного трибуна, Квінта Вария Севера Гібриди, закон (Lex Varia), який оголошував злочинцями тих, хто словом чи ділом підштовхнув італіків до початку війни. На підставі цього закону почалися переслідування прихильників Марка Лівія; Луцій Меммій серед інших був притягнутий до суду. Юний Цицерон був присутній на засіданні й писав пізніше, що Меммій сам говорив у свій захист. Головним свідком обвинувачення був консуляр Луцій Марцій Філіпп, який красномовством не поступався обвинувачеві. Про рішення суду Цицерон не пише; на думку Мюнцера, Меммія було виправдано.

## Родина
Імовірно дітьми саме цього Меммія були Гай Меммій, претор 58 року до н. е., який невдало претендував на консулат 53 роки до н. е., і Меммія, дружина Гая Скрібонія Куріона-старшого. Відповідно Гай Скрибоний Куріон-молодший припадав Луцію онуком.